# Nikolái Simoniak
Nikolái Pávlovich Simoniak (en ruso: Никола́й Па́влович Симоня́к; Temizhbékskaya, Imperio ruso, 4 de febrerojul./ 17 de febrero de 1901greg. - Leningrado, Unión Soviética, 23 de abril de 1956) fue un líder militar soviético que combatió durante la Segunda Guerra Mundial donde alcanzó el grado militar de teniente general (1944),  fue condecorado con el título de Héroe de la Unión Soviética (1943). Durante la guerra tuvo un destacada participación, sobre todo en el sitio de Leningrado, y en las posteriores ofensivas que lanzó el Ejército Rojo para liberar la ciudad y destruir el Grupo de Ejércitos Norte.

## Biografía

### Infancia y juventud
Nikolái Simoniak nació el 17 de febrero de 1901 en Temizhbékskaya, a orillas del río Kubán, en el actual krai de Krasnodar (Imperio ruso), en el seno de una familia oriunda del óblast de Poltava. En 1905, debido a la falta de tierra y la mala cosecha, la familia se mudó al pueblo de Temizhbekskaya en Kubán. Allí, en 1914, se graduó en la escuela rural de dos grados. Después de su graduación permaneció con sus padres hasta su incorporación al Ejército Rojo en 1918.

### Guerra civil rusa
Se unió al Ejército Rojo de Obreros y Campesinos el 1 de mayo de 1918, primero se unió al destacamento partisano de Gulkevich, luego sirvió como soldado y explorador montado del 154.º regimiento de fusileros revolucionarios de Derbent del 11.° Ejército. Participó en la guerra civil en la región del Kubán, en Stávropol y en el Cáucaso Norte contra el Ejército de Voluntarios. Después de la victoria de las tropas de Antón Denikin sobre las tropas rojas en el Cáucaso Norte y la retirada de los Bolcheviques al Volga a fines de 1918, viajó con el regimiento de Vladikavkaz a Astracán. Inmediatamente después de la campaña, enfermó de tifus y fue evacuado a Samara donde permaneció hasta que se recuperó.
Después de recuperarse, regresó a su regimiento, rebautizado en febrero de 1919 como el 292.º Regimiento de Fusileros de Derbent de la 33.ª División de Fusileros de Kuban. En este regimiento, en 1919, luchó desde Astracán hasta el Kuban, terminando la campaña en Novorossiysk. En estas batallas fue herido dos veces. Después del fin de la Guerra Civil rusa, al regresar a su casa familiar en la aldea de Temizhbekskaya, se enteró de que los cosacos blancos habían asesinado a su padre.
En la primavera de 1920 fue enviado a estudiar en el sexto curso de caballería de Riazán, desde donde en junio fue trasladado a los cursos de formación en Samara. En 1921 se graduó de estos cursos e inmediatamente fue enviado a estudiar más en el décimo curso de comando en Novocherkask, donde se graduó en 1922.

### Preguerra
Desde noviembre de 1922 sirvió en el 83.º Regimiento de Caballería de la 14 ° División de Caballería de Maikop del 1° Ejército de Caballería en el Distrito Militar del Cáucaso Norte (desde 1924 - en el Distrito Militar de Moscú).
En septiembre de 1924, la división se disolvió, y Simoniak fue transferido al 59.º Regimiento de Caballería de la 10.º División de Caballería de Maikop del Distrito Militar de Moscú, donde fue comandante de pelotón, comandante de escuadrón asistente, jefe asistente de una escuela de regimiento, comandante de escuadrón. En 1929 se graduó en el curso de formación avanzada de caballería para el estado mayor del Ejército Rojo en Novocherkask.
Desde febrero de 1931 fue instructor de equitación en la Academia Militar Frunze del Ejército Rojo. En 1932, él mismo se convirtió en alumno de esta academia, y se graduó de ella en 1935. Luego sirvió en el Distrito Militar de Leningrado: como Jefe del Estado Mayor de la 30 División de Caballería, posteriormente fue Jefe Adjunto del Grupo de Control en el Consejo Militar del Distrito. En julio de 1938 fue nombrado subdirector del primer departamento de la Dirección de personal de mando y control del Ejército Rojo, en septiembre del mismo año fue devuelto al Grupo de Control del Consejo Militar del Distrito Militar de Leningrado. donde se convirtió en su jefe interino.
De diciembre de 1940 a marzo de 1942, fue comandante de la 8.ª Brigada Independiente de Fusileros. La brigada estaba estacionada en la Base Naval de Hanko en Finlandia. Como parte de Tratado de Paz de Moscú de 1940, que terminó formalmente la Guerra de Invierno, Hanko fue arrendada a la Unión Soviética como base naval.

### Segunda Guerra Mundial
Al comienzo de la invasión alemana de la Unión Soviética, Simoniak participó en la Batalla de Hanko como comandante de la 8.ª Brigada Independiente de Fusileros, junto con los marineros de la Flota del Báltico, luchó contra el ejército finlandés por las islas adyacentes a Hanko. En noviembre-diciembre de 1941, la brigada fue evacuada de Hanko a Leningrado.
De marzo de 1942 a marzo de 1943 estuvo al mando de la 136.º División de Fusileros, formada en el Frente de Leningrado sobre la base de la 8.ª Brigada de Fusileros. La división formó parte de los ejércitos 23.º y 55.º del Frente de Leningrado, con dicha división participó en la defensa de Leningrado, entre agosto y octubre participó en la ofensiva de Siniávino, el fallido intento de crear un corredor al sur del Lago de Ládoga para aliviar el sitio de Leningrado.
En enero de 1943, el comandante Simoniak al mando de la 136.º División de Fusileros, integrado en el 67.º Ejército al mando del mayor general Mijaíl Dujanov, del Frente de Leningrado, se distinguió por romper el bloqueo de Leningrado durante la Operación Chispa.
Al avanzar en la dirección principal del ataque del frente, la división en las batallas más duras rompió el frente alemán en el llamado saliente de Shlisselburg (que las tropas soviéticas habían intentado sin éxito atravesar al menos cinco veces desde el inicio del Sitio de Leningrado en 1941), en la mañana del 18 de enero, su división fue la primera en tomar contacto con las unidades de vanguardia del 2.º Ejército de Choque, al mando del teniente general Vladímir Romanoski, del Frente del Vóljov. Por el coraje y el heroísmo de los soldados de la división en estas batallas, la división se transformó en la 63.º División de Fusileros de la Guardia y Simoniak fue condecorado con la Orden de Lenin y con la medalla de la Estrella de Oro de Héroe de la Unión Soviética.
Desde marzo de 1943 a octubre de 1944 estuvo al mando del 30.º Cuerpo de Fusileros de la Guardia participando en la ofensiva de Leningrado-Nóvgorod que permitió expulsar a las tropas nazis de los alrededores de Leningrado, hasta los límites con Estonia. En julio, como parte del 21.º Ejército, el cuerpo luchó en la ofensiva de Víborg-Petrozavodsk, y luego en septiembre se integró en el 2.º Ejército de Choque, al mando del coronel general Iván Fediúninski, con el que participó en la ofensiva de Tallin (17 al 26 de septiembre de 1944), en el curso de esta operación, liberó las ciudades de Narva, Víborg y Tallin. Esta ofensiva aplastó las defensas del Destacamento de Ejército Narva e hizo retroceder a las tropas alemanas hasta las islas occidentales de Estonia.
De octubre de 1944 a marzo de 1945 sirvió como comandante del 3.º Ejército de Choque del Segundo Frente Báltico (en diciembre de 1944, el ejército fue transferido al 1.er Frente Bielorruso). Con dicho ejército participó en la Ofensiva de Riga, que permitió expulsar a la Wehrmacht de Letonia y liberar Riga. Posteriormente participó en el bloqueo del Grupo de Ejército Curlandia, formado por los restos del antiguo Grupo de Ejército Norte cercados en la Bolsa de Curlandia y, finalmente, tomo parte en la ofensiva del Vístula-Óder (enero-febrero de 1945) y en la Ofensiva de Pomerania Oriental (febrero-abril de 1945).
El 16 de marzo de 1945, fue reemplazado y transferido al mando del 67.º Ejército, responsable de la defensa de la costa del golfo de Riga. Puesto en el que permaneció el resto de la guerra.

### Posguerra

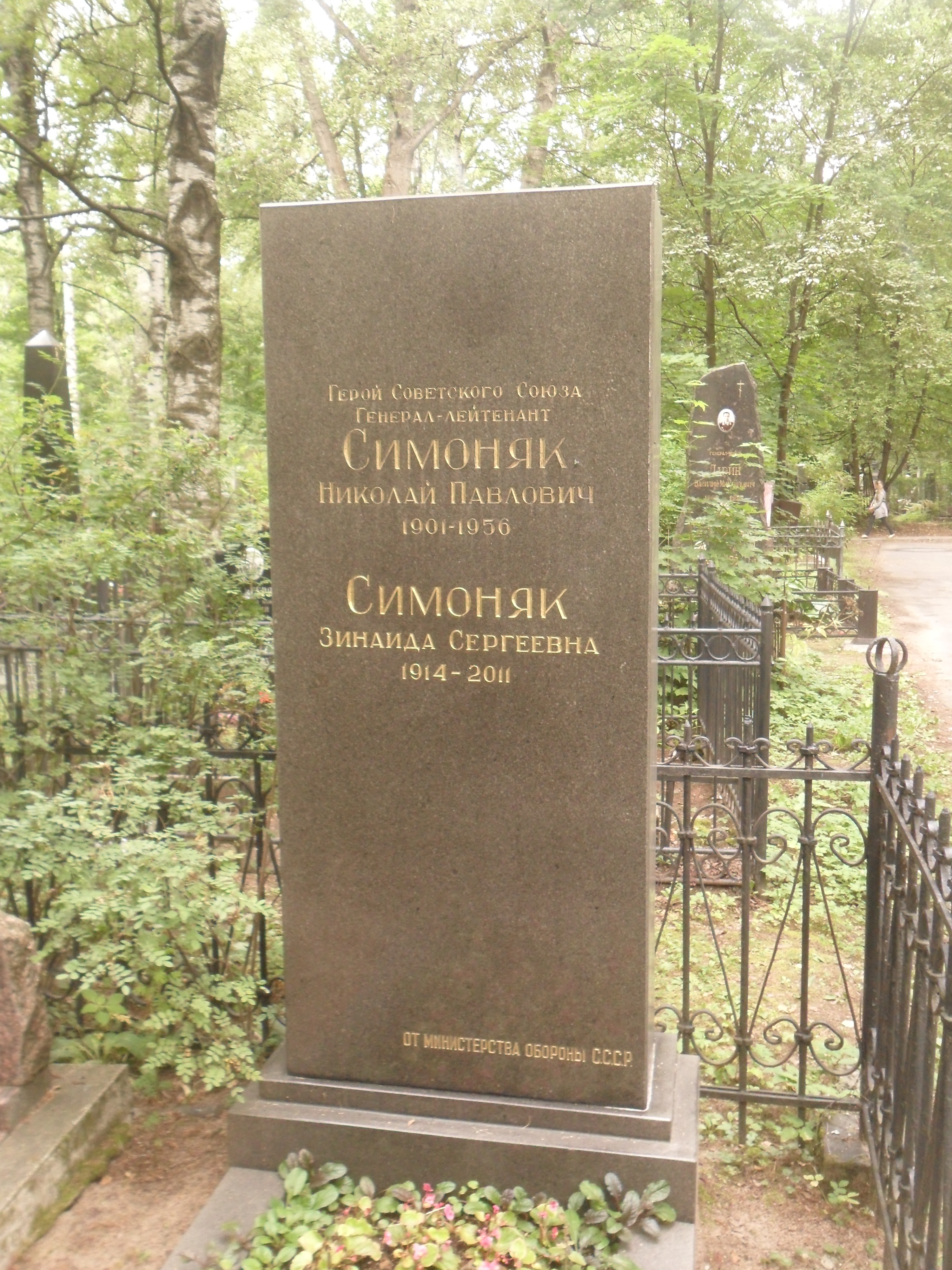
La tumba de Nikolái Simoniak en el cementerio Bogoslovskoe de San Petersburgo.

Después de la guerra se mantuvo al frente del 67.º Ejército hasta que fue disuelto. En noviembre de 1945 asumió el mando del 30.º Cuerpo de Infantería de la Guardia, hasta el 28 de septiembre de 1948 en que se jubiló, por problemas de salud. Después de su jubilación vivió en Leningrado, hasta su muerte el 23 de abril de 1956. Fue enterrado en el cementerio Bogoslovskoe de San Petersburgo.
La escuela secundaria N.º 18 en su aldea natal de Temizhbékskaya, en el krai de Krasnodar, así como numerosas calles en San Petersburgo, Víborg, Temizhbékskaya y otras ciudades, llevan su nombre.

## Promociones
- Capitán (1936)
- Mayor (1938)
- Coronel (21 de marzo de 1940)
- Mayor general (7 de octubre de 1941)
- Teniente general (22 de febrero de 1944).[9]

## Condecoraciones
A lo largo de su carrera militar Nikolái Simoniak recibió las siguientes condecoraciones
- Héroe de la Unión Soviética (10 de febrero de 1943).
- Orden de Lenin, tres veces
- Orden de la Bandera Roja, tres veces
- Orden de Suvórov de 1.er y 2.do grado.
- Orden de Kutúzov de 1.er grado.
- Orden de la Estrella Roja
- Medalla por la Defensa de Leningrado
- Medalla por la Defensa del Ártico soviético
- Medalla por la Victoria sobre Alemania en la Gran Guerra Patria 1941-1945
- Medalla por la Conquista de Berlín
- Medalla del 20.º Aniversario del Ejército Rojo de Obreros y Campesinos
- Medalla del 30.º Aniversario de las Fuerzas Armadas de la URSS
- Cruz por Servicio Distinguido (Estados Unidos)